# 采芝斋

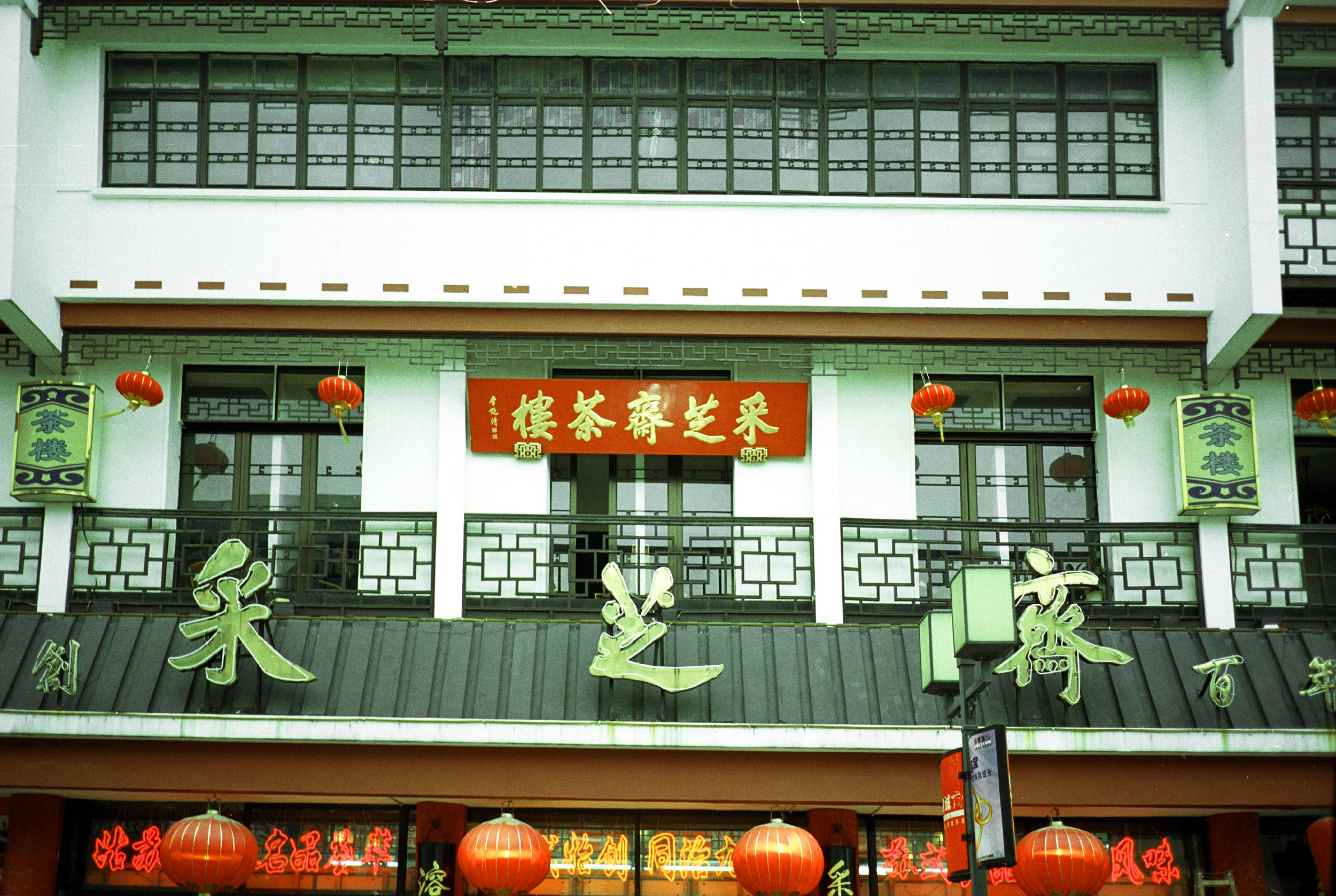
采芝斋

采芝斋是一家苏州的老字号茶食糖果店，创始于清同治九年（1870年），经营各类苏式糖果、糕点、炒货、蜜饯等。总店位于苏州市观前街91号。

## 历史
采芝斋创始于清同治九年（1870年），由金荫芝在苏州观前街设立。最初以设摊制作粽子糖为生，后盘下店面，增加经营糖果、蜜饯、炒货品种，前店后坊，扩大规模。采芝斋注重食品的药用功能，清慈禧太后召苏州名医曹沧州问诊，曹沧州即带采芝斋贝母糖与慈禧助药，慈禧吃后十分满意，命为“贝母贡糖”。由此采芝斋名声大作，也被称为“半爿药材店”，生意蒸蒸日上。
1954年周恩来出席日内瓦会议时，即以采芝斋糖果赠与各国人士，故采芝斋糖果也被称为“国糖”。
1980年代后期，因冗员较多，盲目革新，产品质量下降，采芝斋一度经营困难。1997年起，重新发展传统工艺，注重品质，自产自销，迅速赢回市场。到2000年，采芝斋品牌由苏州食品厂改为苏州采芝斋食品有限公司。
1991年，采芝斋被中华人民共和国国内贸易部（现商务部）授牌“中华老字号”，2010年在中华人民共和国商务部的第二批评选中再次被评定为“中华老字号”。
1998年起，采芝斋逐步在苏州及周边各地开出分店或经销点，改变了“只此苏城一家，别埠并无分出”的历史。
1999年翻建观前街店面，采用园林式装潢，并在二楼开设采芝斋茶楼。
2004年，国家质检总局认定苏州糖果（采芝图牌）原产地标记。
2005年，苏州各老字号企业在采芝斋等的牵头下，成立苏州老字号协会，采芝斋董事长储敏慧任苏州老字号协会会长。
2009年，采芝斋苏式糖果制作技艺被列入江苏省级非物质文化遗产名录。
2015年，采芝斋获评中国商业联合会“中华老字号传承创新”奖项，并进入教育部“职业教育民族文化传承与创新教学资源库中华老字号子库”第一批名单。
2016年，采芝斋在店堂内开辟空间，现场制作苏式糖果糕点，当场直接售卖。

## 现状
采芝斋总店位于苏州市观前街91号。二楼设有采芝斋茶楼，可供品茶欣赏评弹表演。
采芝斋现经营苏式糖果、炒货、蜜饯、糕点、咸味五大类共300余个品种。代表产品有粽子糖、松仁糖、苏式酥糖、轻松糖、奶油话梅、清水陈皮、奶油瓜子、虾籽鲞鱼、枣泥麻饼等。采芝斋产品均采用传统工艺，选用天然材料制作而成。
针对不断变化的消费需求，采芝斋积极研发新配方新产品，迎合市场，获得好评。采芝斋在苏州各老字号中较早进入网络电商销售渠道，因此线上销售发展迅猛。